# Dravidogecko tholpalli
Dravidogecko tholpalli — вид геконоподібних ящірок родини геконових (Gekkonidae). Ендемік Індії. Вид названий на честь британського герпетолога Малкольма Артура Сміта. Описаний у 2019 році.

## Поширення і екологія
Dravidogecko tholpalli мешкають в горах Палані, зокрема в околицях міста Кодайканал, в Західних Гатах на півдні Індії. Вони живуть у вічнозелених вологих тропічних лісах, на висоті від 1600 до 2000 м над рівнем моря, де середньорічна кількість опадів становить 1500 мм.